# Dave Christian
David William „Dave“ Christian (* 13. Mai 1959 in Warroad, Minnesota) ist ein ehemaliger US-amerikanischer Eishockeyspieler und -trainer, der in seiner aktiven Zeit von 1977 bis 1996 unter anderem für die Winnipeg Jets, Washington Capitals, Boston Bruins, St. Louis Blues und Chicago Blackhawks in der National Hockey League gespielt hat. Zu großer Bekanntheit kam er als Mitglied der US-amerikanischen Nationalmannschaft, die 1980 Olympiasieger wurde.      

## Karriere
Dave Christian begann seine Karriere als Eishockeyspieler an der University of North Dakota, die er von 1977 bis 1979 besuchte, während er parallel für deren Eishockeymannschaft in der National Collegiate Athletic Association aktiv war. Anschließend wurde er im NHL Entry Draft 1979 in der zweiten Runde als insgesamt 40. Spieler von den Winnipeg Jets ausgewählt. Zunächst verbrachte er den Großteil der Saison 1979/80 beim Team USA, das sich auf die Olympischen Winterspiele vorbereitete. Im Anschluss an den Olympiasieg 1980 absolvierte der Flügelspieler bis Saisonende noch 15 Spiele für Winnipeg in der National Hockey League und erzielte dabei acht Tore und zehn Vorlagen. Auch in den folgenden drei Jahren gehörte er zum Stammpersonal bei den Winnipeg Jets in der NHL, ehe er am 8. Juni 1983 im Tausch gegen ein Erstrundenwahlrecht für den NHL Entry Draft 1983 an die Washington Capitals abgegeben wurde. Beim Hauptstadtklub gehörte er zu den punktbesten Spielern und erreichte mit seiner Mannschaft in jeder Spielzeit die Playoffs um den Stanley Cup. 
Am 13. Dezember 1989 wurde Christian für Bob Joyce zu den Boston Bruins transferiert. Mit diesen scheiterte er in der Saison 1989/90 erst im Stanley-Cup-Finale an den Edmonton Oilers und in der folgenden Spielzeit im Conference-Finale am späteren Stanley-Cup-Sieger Pittsburgh Penguins. 1991 nahm er zudem am NHL All-Star Game teil. Die Saison 1991/92 verbrachte der Rechtsschütze bei den St. Louis Blues, für die er in 82 Spielen 23 Tore erzielte und 24 Vorlagen gab. Im Oktober 1992 wurde er von den Chicago Blackhawks im NHL Waiver Draft ausgewählt. Beim Team aus Illinois konnte er nicht an seine vorherigen Leistungen anknüpfen und erzielte in der Saison 1992/93 in 61 Spielen 18 Scorerpunkte, davon vier Tore, woraufhin er für die folgende Spielzeit größtenteils an die Indianapolis Ice aus der International Hockey League abgegeben wurde. Für diese erzielte er 26 Scorerpunkte, davon acht Tore, in 40 Spielen. Zudem bestritt er weitere zehn Partien in der NHL für Chicago, darunter ein Playoff-Spiel. Von 1994 bis 1996 lief der US-Amerikaner für die Minnesota Moose in der IHL auf, ehe er seine aktive Karriere im Alter von 37 Jahren beendete. 

### International

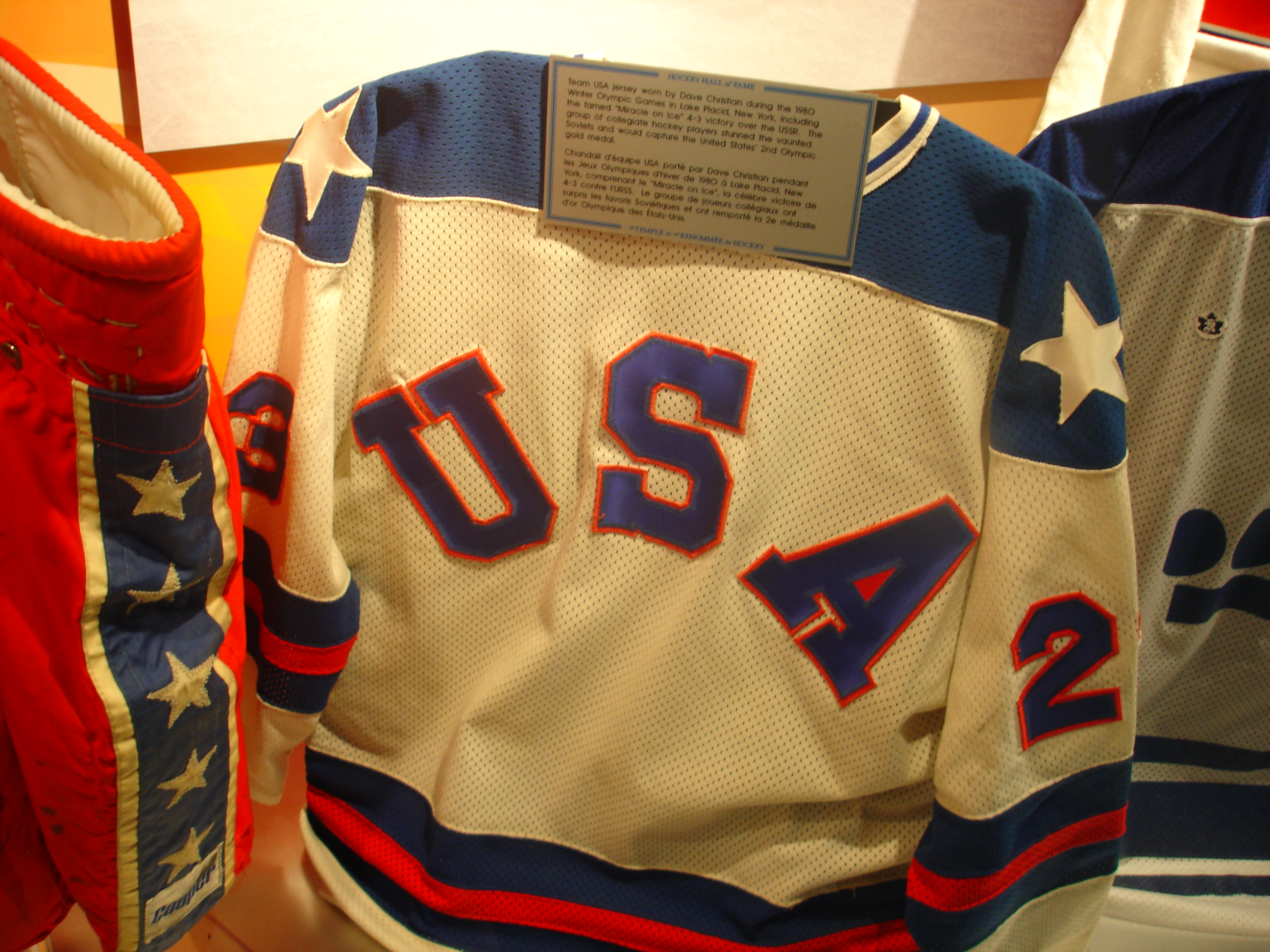
Dave Christians Olympiatrikot in der Hockey Hall of Fame

Für die USA nahm Christian im Juniorenbereich ausschließlich an der Junioren-Weltmeisterschaft 1979 teil. Im Seniorenbereich stand er im Aufgebot seines Landes bei den Weltmeisterschaften 1981 und 1989 sowie 1981, 1984 und 1991 beim Canada Cup. Sein größter Erfolg mit der US-amerikanischen Nationalmannschaft war der Gewinn der Goldmedaille beim Miracle on Ice bei den Olympischen Winterspielen 1980 in Lake Placid.

## Erfolge und Auszeichnungen
- 1979 Broadmoor-Trophy-Gewinn mit der University of North Dakota
- 1980 Goldmedaille bei den Olympischen Winterspielen
- 1991 Silbermedaille beim Canada Cup
- 1991 Teilnahme am NHL All-Star Game

## Trainerkarriere
Kurz vor Ende der Saison 1997/98 übernahm Dave Christian das Amt als Cheftrainer bei den Fargo-Moorhead Ice Sharks in der Juniorenliga United States Hockey League. Bei diesen stand er bis 2000 relativ erfolglos hinter der Bande und gewann mit seiner Mannschaft in dieser Zeit nur etwa ein Drittel der absolvierten Spiele. 

## Familie
David Christian stammt aus einer Familie mit langer Eishockeytradition. Bereits sein Vater Billy Christian und seine beiden Onkel Gord Christian und Roger Christian vertraten die USA bei den Olympischen Winterspielen. Sein Bruder Ed Christian war ebenfalls ein professioneller Eishockeyspieler und spielte unter anderem für die Toledo Goaldiggers in der International Hockey League. Seine beiden Neffen Jordy Christian und Brock Nelson spielen für die St. Cloud State University bzw. die University of North Dakota.